# Losinoostrovskij
Il quartiere Losinoostrovskij (in russo Лосиноостровский район?) è un quartiere di Mosca sito nel Distretto Nord-orientale.
È compreso tra le vie Menžinskij, Lëtčik Babuškin e Ostašovskaja, un tratto dell'MKAD e un tratto della linea ferroviaria per Jaroslavl'.
I primi insediamenti nell'attuale area del quartiere risalgono al 1893, successivamente alla realizzazione di una fermata ferroviaria alla decima versta (tra il decimo e l'undicesimo chilometro) della linea ferroviaria per Jaroslavl' e all'autorizzazione imperiale a costruire case nel bosco compreso tra la linea ferroviaria e il fiume Jauza.
Il primo insediamento prese il nome di Losinoostrovsk, successivamente fu costruito anche il villaggio di Džamgarovka, dal nome di una famiglia di famosi banchieri dell'epoca, che possedevano dacie nella zona e furono i principali fautori dello sviluppo della parte occidentale dell'area.  Nonostante l'alto prezzo dei terreni (2400-3000 rubli per acro) dalla fine degli anni 1890 lo sviluppo degli insediamenti fu vivace, grazie alla relativa vicinanza alla città e alla comodità del collegamento ferroviario. L'ampio bosco di pini, inoltre, rese l'area particolarmente idonea per il trattamento della tubercolosi.